# Saliocleta ercona
Saliocleta ercona är en fjärilsart som beskrevs av William Schaus 1928. Saliocleta ercona ingår i släktet Saliocleta och familjen tandspinnare. Inga underarter finns listade.